# Слока Гора
Слока Гора (словен. Sloka Gora) — поселення в общині Велике Лаще, Осреднєсловенський регіон, Словенія. 
Висота над рівнем моря: 631,7 м.